# HIV Drug Resistance Database
HIV Drug Resistance Database (Base de datos de resistencia a los medicamentos contra el VIH), también conocida como Stanford HIV RT and Protease Sequence Database, es una base de datos de la Universidad Stanford que registra 93 mutaciones comunes del VIH.
Se ha recompilado en 2008 con una lista de 93 mutaciones comunes, tras su compilación inicial de mutaciones en 2007 de 80 mutaciones. La última lista utiliza datos de otros laboratorios en Europa, Canadá y los Estados Unidos, incluyendo más de 15.000 secuencias de individuos no tratados.